# Halerpestes filisecta
Halerpestes filisecta är en ranunkelväxtart som beskrevs av L. Liou. Halerpestes filisecta ingår i släktet bohusranunkler, och familjen ranunkelväxter. Inga underarter finns listade i Catalogue of Life.